# Wahlen zur Gesetzgebenden Versammlung der Goldküste 1954
Die Wahlen zur Gesetzgebenden Versammlung der Goldküste 1954 wurden am 15. Juni abgehalten. Insgesamt wurden bei diesen Wahlen 104 Sitze vergeben. Sieger der Wahl wurde die Convention People’s Party des späteren Premierministers Kwame Nkrumah.
| Parteien und Koalitionen  | Sitze |
| ------------------------- | ----- |
| Convention People’s Party | 71    |
| Northern Peoples’ Party   | 12    |
| Togoland Congress         | 2     |
| Ghana Congress Party      | 1     |
| Muslim Association Party  | 1     |
| Anlo Youth Association    | 1     |
| Unabhängige               | 16    |
| Total                     | 104   |
| Quelle:                   |       |